# Радун, Вадим Иосифович
Вадим Иосифович Радун (1 июля 1940, Сталинград, СССР — 11 мая 2014, Псков, Россия) — советский и российский театральный режиссёр и педагог. Народный артист Российской Федерации (1997).

## Биография
Родился в семье профессора, театрального деятеля И. В. Радуна. В 1942 году семью вывезли в Ульяновск, где отец работал в Ульяновском театре. В 1945 году семья переехала в Ташкент. В Ташкенте отец стал одним из основателей Ташкентского театрально-художественного института (сейчас Государственный институт искусств Узбекистана) и руководил русским отделением Ташкентского ТЮЗа. Вадим Радун закончил политехнический техникум по специальности «Сантехника», но его всегда влекла режиссура, хотя отец был категорически против.
В 1966 году окончил Ташкентский театральный институт. Работал в театрах Челябинска и Воронежа. В 1972—1973 годах был главным режиссёром Новокузнецкого драматического театра, а в 1973—1975 годах — театра Красноярска.
В 1975 году перешёл в Псковский академический театр драмы имени А. С. Пушкина, где десять лет работал режиссёром-постановщиком, а в 1985—2005 годах был главным режиссёром. С 2005 года вернулся на должность режиссёра-постановщика театра.
За свою театральную карьеру поставил более 150 спектаклей, из которых 105 — в Псковском театре драмы.
Создал театр под открытым небом в исторических памятниках «Карусель». Преподавал в Псковском областном колледже искусств им. Н. А. Римского-Корсакова по специальности «Актёр драматического театра и кино».
Скоропостижно скончался 11 мая 2014 года от инфаркта, похоронен на кладбище «Орлецы-3».

### Семья
- Отец — Иосиф Вениаминович Радун (1911—1988), режиссёр и театральный педагог, заслуженный деятель искусств Узбекской ССР, профессор.
- Брат — Геннадий Иосифович Радун.
- Жена — актриса Галина Шукшанова.
  - Дети — Игорь и Рудольф.

## Награды и премии
- Орден Почёта (23 декабря 2001 года) — за многолетнюю плодотворную деятельность в области культуры и искусства, большой вклад в укрепление дружбы и сотрудничества между народами[3].
- Медаль Пушкина (28 апреля 2011 года) — за заслуги в развитии отечественной культуры и искусства, многолетнюю плодотворную деятельность[4].
- Народный артист Российской Федерации (19 ноября 1997 года) — за большие заслуги в области искусства[5].
- Заслуженный деятель искусств РСФСР (1 марта 1990 года) — за заслуги в области советского искусства[6].
- Лауреат премии Администрации Псковской области (1996, 1998, 2000).
- Медаль Академии Российской словесности «Ревнителю просвещения» (1999).
- Всероссийская премия «Грани театра масс» в области массовых форм театрального искусства в номинации «лучшая режиссура» за спектакль под открытым небом «Соловьиная ночь» В. Ежова (2006).
- Знак Министерства культуры СССР «За отличную работу».
- Диплом «за лучшую режиссуру» 9-го Международного фестиваля камерных спектаклей по произведениям Ф. М. Достоевского за спектакль «Кроткая».

## Работы в театре
- «Человек со стороны» Игнатия Дворецкого
- «Валентин и Валентина» Михаила Рощина